# Cottingley-i tündérek
A cottingley-i tündérek néven híressé vált fénykép-sorozat a fotográfia történetének sokáig vitatott mozzanata volt.
1917-ben két angol kislány, Elsie Wright (1901-88) és Frances Griffiths (1907-86) öt fényképből álló sorozatot készített Cottingley-ben (Anglia), Elsie Wright családjának hátsó kertjében. A képeken az akkor hétéves Frances látszik az előtérben táncoló és játszadozó, tizenöt-húsz centiméter magas tündérekkel. Az akkor tizenhat éves Elsie már képzett fényképésznek számított, aki számos kompozit fotót készített első világháborús halott katonákkal és családja tagjaival. Ugyanakkor tény, hogy a tündéreket ábrázoló képeken nincs nyoma semmiféle montázs, kollázs vagy frottázs eljárásnak, sem többszörös expozíciónak.
Elsie édesapja hamisítványnak tekintette a képeket az első pillanattól fogva és megtiltotta lányának, hogy a fényképezőgépet használja. Elsie édesanyja viszont bemutatta az öt képet a Teozófiai Társaság egy 1919-ben tartott közgyűlésén. A társaság egy tagja, Edward Garner fényképezőgépet és képlemezeket adott a lányoknak, akik 1920 nyarán további három képet készítettek.
Ugyancsak 1920-ban sir Arthur Conan Doyle, a történetről hallván, megrendelt két másolatot az első két fényképről, és azokat felhasználta egy, a Strand Magazinban írt cikkéhez. A cikk 1920 novemberében jelent meg, és azonnal heves vitákat váltott ki. Doyle a következő évben mégis folytatást írt hozzá, amihez felhasználta a másik három, eredeti 1917-es tündéres képet. 1922-ben pedig Edward Garner adott ki könyvet a témában.
A két lány egészen 1981-ig kitartott amellett, hogy a képek valódiak, sőt Frances ezt követően is állította, hogy az eredeti öt képből az egyik valóban tündéreket ábrázol, akiket ő látott is.
A technika valószínűleg újságból vagy könyvből kivágott fényképek beállítása és lefényképezése volt, ilyenként nem az elkészült kép manipulálása, hanem megrendezése, beállítása. Így a korszak manipulációt felderíteni szándékozó technikái természetesen nem tudtak felfedezni semmit. A tündérek éppen ezért előkerülnek mindig, amikor a digitális felvételek manipulálása kerül szóba úgy, hogy közben az ezüstkolloid-alapú fényképészet esetén lehetetlennek tekintik a manipulációt.